# أنطون ليندنر
أنطون ليندنر (بالألمانية: Anton Lindner)‏ هو عسكري ألماني، ولد في 12 أبريل 1917 في Ursensollen ‏ في ألمانيا، وتوفي بنفس المكان في 17 فبراير 1994.